# Siège de Vienne (880)
Pour les articles homonymes, voir siège ou bataille de Vienne.
Batailles
Bataille d'Attigny
En 880, le siège de Vienne, en Dauphiné, oppose une coalition carolingienne à la capitale de Boson, roi auto-proclamé de Provence.

## Préambule
En l'an 880, les rois de France, Louis III de France, Charles III le Gros et Carloman II ayant réuni leurs armées, entrèrent en Provence pour châtier la hardiesse de Boson, qui s'y était fait proclamer roi.
Rien n'osa leur résister, et bientôt ils se virent en état d'aller former le siège de Vienne.

## Le siège
Vienne qui était la capitale du Dauphiné était bien fortifiée pour ce temps-là. De plus sa garnison était nombreuse et ses provisions abondantes. Mais ce qui valait mieux encore, c'est qu'elle était défendue par Ermengarde, fille de l'empereur d'Occident Louis II le Jeune et d'Engelberge et épouse, de Boson de Provence qui avait juré de mourir plutôt que de se rendre. 
Les trois monarques, après bien des efforts inutiles, après des assauts réitérés et furieux, après une multitude de combats sanglants et terribles, mais dont l'histoire tait le détail, prirent la résolution de changer le siège en blocus.

Ce blocus dura deux ans, après quoi la ville fut contrainte d'ouvrir ses portes.

Hermengarde fut arrêtée avec sa fille, Engelberge et conduite à Autun.